# ウルアパン

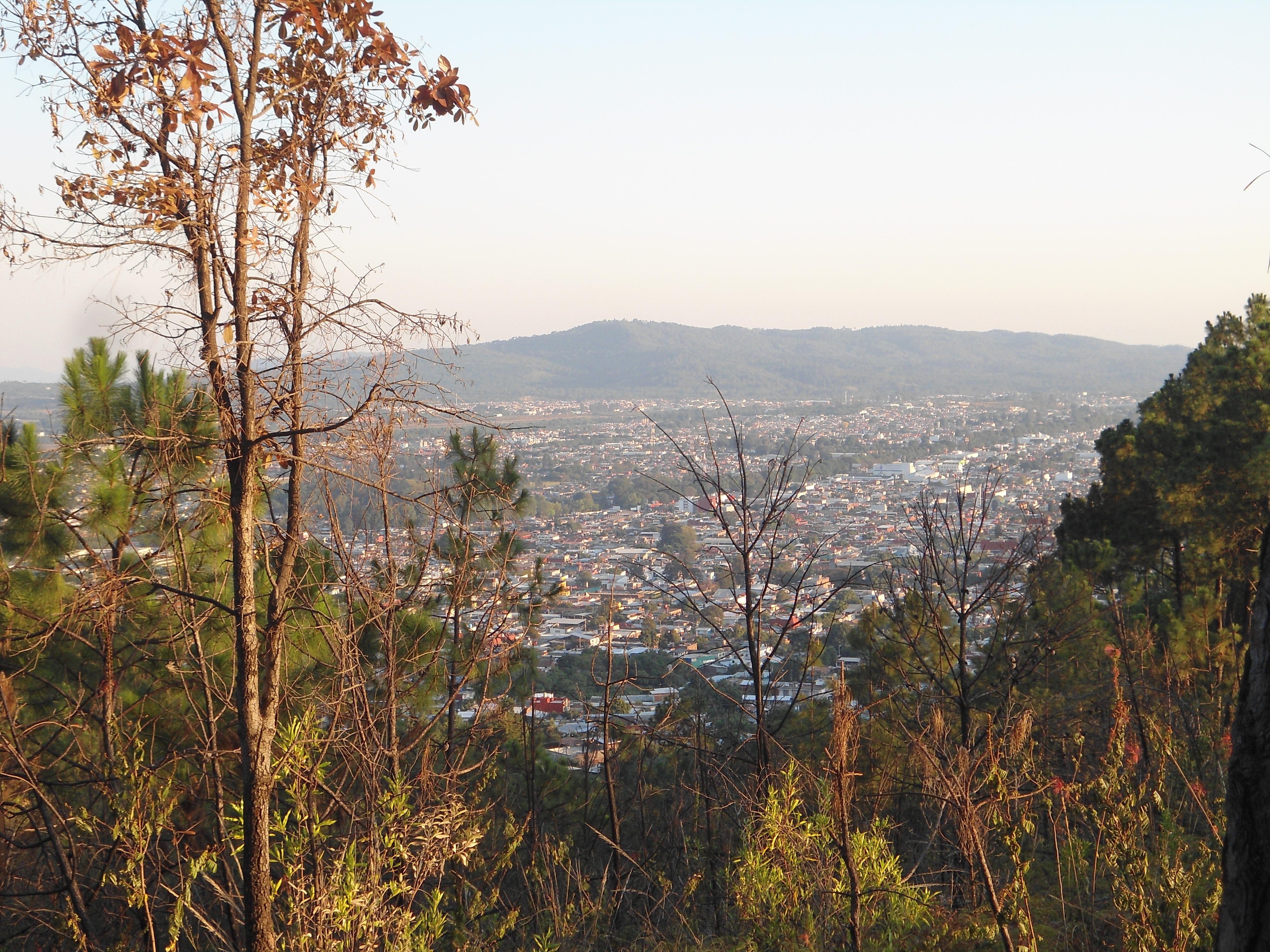
ウルアパン

ウルアパン (Uruapan)は、メキシコ・ミチョアカン州第二の都市である。人口は35万6786人（2020年）。ティエラカリエンテ地方の東にある、ピュレペチャ高地の西端に位置している。植民地時代から、その立地のために、経済的に重要な都市であった。現在、メキシコのアボカド栽培地域の中心であり、ほとんどの国内及び国際的な作物はここから流通している。

## 歴史
1522年スペインは、最後のプレペチャ族の統治者がパツクァロ地域からここに逃げた際に、この都市を征服した。近代のウルアパンは、1534年にフアンデサンミゲル修道士によって設計された。独立戦争で重要な役割を果たし、フランスの介入の間、ミチョアカン州の首都であった。